# Juvignies
Juvignies és un municipi francès, situat al departament de l'Oise i a la regió dels Alts de França. L'any 2007 tenia 283 habitants.

## Demografia

### Població
El 2007 la població de fet de Juvignies era de 283 persones. Hi havia 95 famílies de les quals 12 eren unipersonals (12 dones vivint soles i 12 dones vivint soles), 28 parelles sense fills i 55 parelles amb fills.
La població ha evolucionat segons el següent gràfic:
Habitants censats

### Habitatges
El 2007 hi havia 103 habitatges, 97 eren l'habitatge principal de la família, 3 eren segones residències i 3 estaven desocupats. Tots els 103 habitatges eren cases. Dels 97 habitatges principals, 93 estaven ocupats pels seus propietaris, 3 estaven llogats i ocupats pels llogaters i 1 estava cedit a títol gratuït; 4 tenien dues cambres, 9 en tenien tres, 22 en tenien quatre i 63 en tenien cinc o més. 80 habitatges disposaven pel capbaix d'una plaça de pàrquing. A 29 habitatges hi havia un automòbil i a 61 n'hi havia dos o més.

### Piràmide de població
La piràmide de població per edats i sexe el 2009 era:
| Homes | Edats   | Dones |
| ----- | ------- | ----- |
| 0     | 95 o +  | 0     |
| 0     | 90 a 94 | 0     |
| 4     | 85 a 89 | 8     |
| 0     | 80 a 84 | 0     |
| 4     | 75 a 79 | 0     |
| 0     | 70 a 74 | 0     |
| 4     | 65 a 69 | 12    |
| 4     | 60 a 64 | 0     |
| 8     | 55 a 59 | 4     |
| 8     | 50 a 54 | 8     |
| 16    | 45 a 49 | 12    |
| 8     | 40 a 44 | 16    |
| 28    | 35 a 39 | 12    |
| 0     | 30 a 34 | 12    |
| 8     | 25 a 29 | 4     |
| 20    | 20 a 24 | 4     |
| 16    | 15 a 19 | 4     |
| 24    | 10 a 14 | 8     |
| 4     | 5 a 9   | 0     |
| 16    | 0 a 4   | 0     |

## Economia
El 2007 la població en edat de treballar era de 199 persones, 154 eren actives i 45 eren inactives. De les 154 persones actives 142 estaven ocupades (76 homes i 66 dones) i 12 estaven aturades (7 homes i 5 dones). De les 45 persones inactives 18 estaven jubilades, 21 estaven estudiant i 6 estaven classificades com a «altres inactius».

### Ingressos
El 2009 a Juvignies hi havia 100 unitats fiscals que integraven 279 persones, la mediana anual d'ingressos fiscals per persona era de 19.382 €.

### Activitats econòmiques
Dels 6 establiments que hi havia el 2007, 2 eren d'empreses de construcció, 3 d'entitats de l'administració pública i 1 d'una empresa classificada com a «altres activitats de serveis».
Dels 2 establiments de servei als particulars que hi havia el 2009, 1 era un guixaire pintor i 1 electricista.
L'any 2000 a Juvignies hi havia 11 explotacions agrícoles que ocupaven un total de 1.288 hectàrees.

## Equipaments sanitaris i escolars
El 2009 hi havia una escola elemental integrada dins d'un grup escolar amb les comunes properes formant una escola dispersa.

## Poblacions més properes
El següent diagrama mostra les poblacions més properes.